# Resolució 231 del Consell de Seguretat de les Nacions Unides
La Resolució 231 del Consell de Seguretat de les Nacions Unides, aprovada per unanimitat el 15 de desembre de 1966, després de reafirmar les resolucions anteriors sobre el tema, el Consell va ampliar l'estacionament a Xipre de la Força de les Nacions Unides pel Manteniment de la Pau a Xipre durant 6 mesos addicionals, que finalitzarien el 26 de juny de 1967. El Consell també va convocar les parts interessades directament per seguir actuant amb la màxima restricció i cooperar plenament amb la força de manteniment de la pau.